# Vielfarbige Wolfsmilch

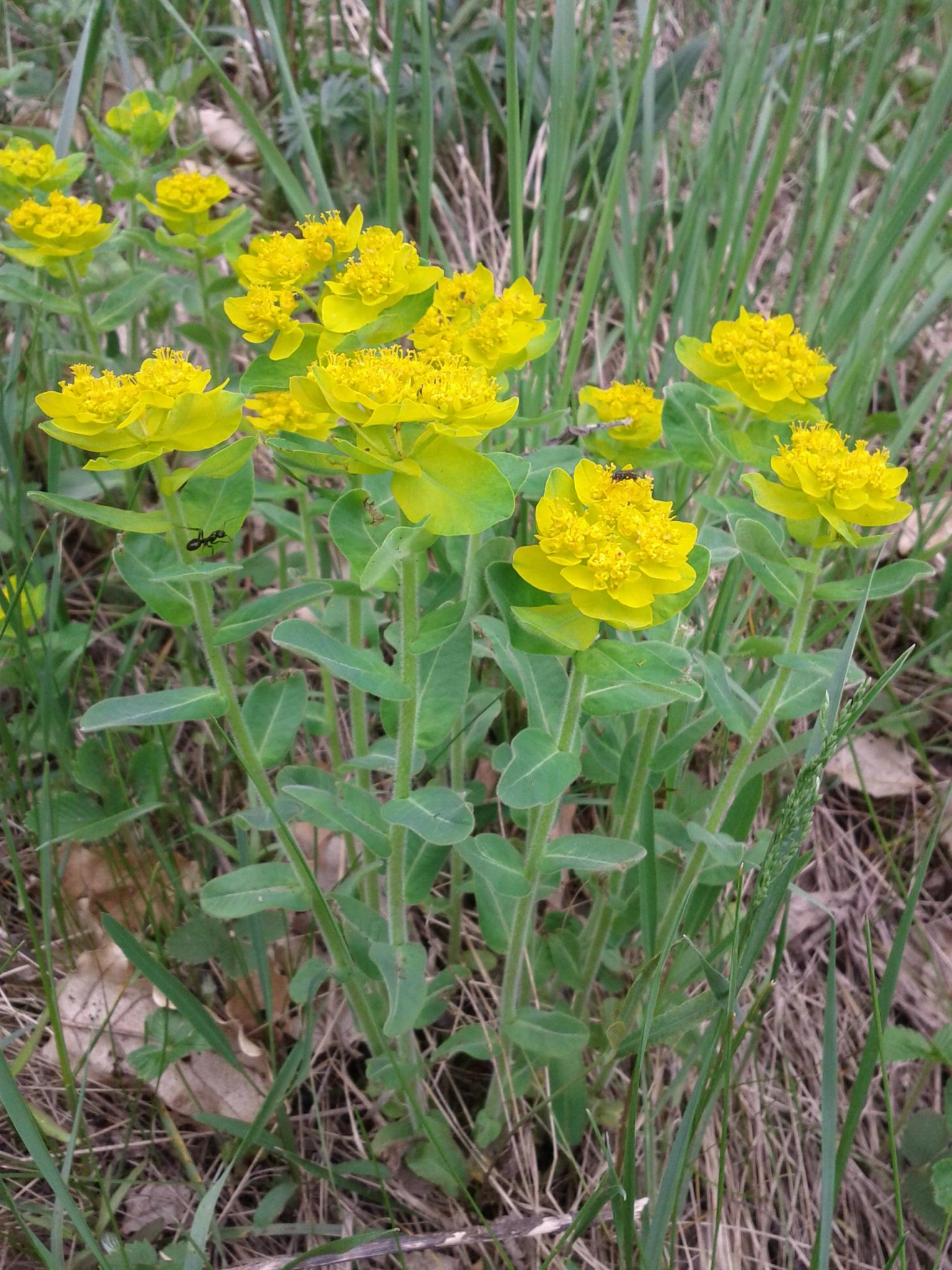
Habitus, Laubblätter und Blütenstände

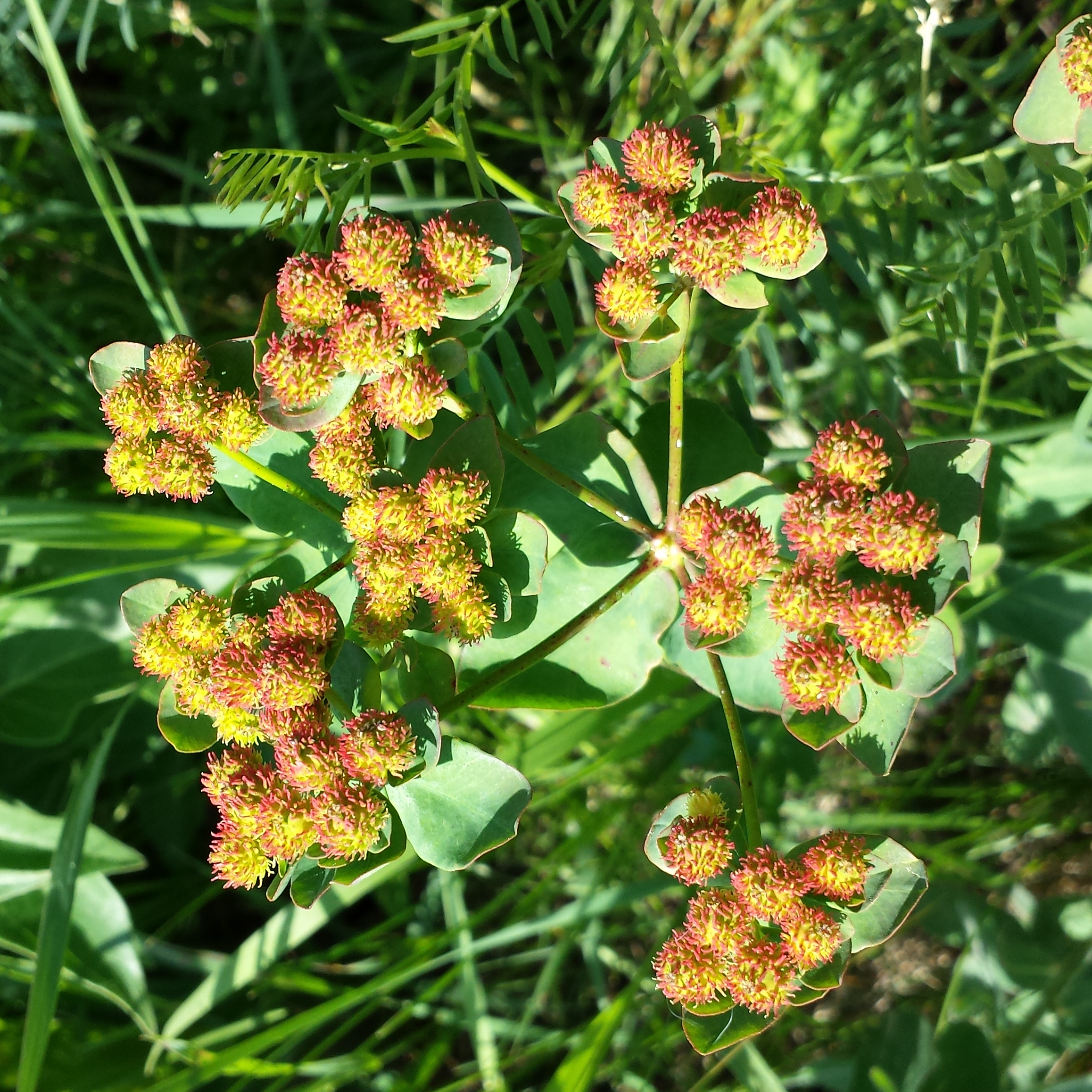
Fruchtstände mit Früchten

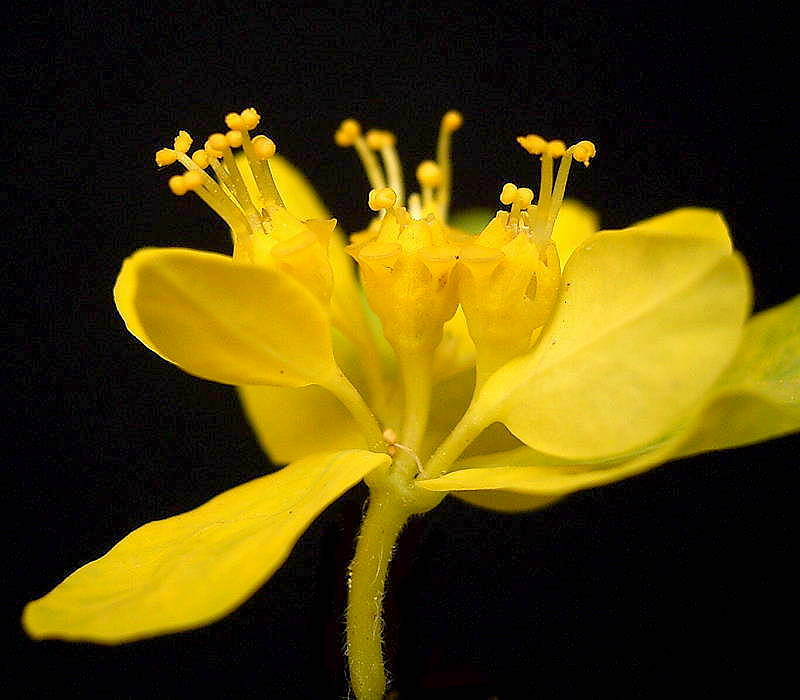
Teilblütenstand mit Blüten im Detail

Die Vielfarbige Wolfsmilch (Euphorbia epithymoides), auch Bunt-Wolfsmilch genannt, ist eine Pflanzenart aus der Gattung Wolfsmilch (Euphorbia) innerhalb der Familie der Wolfsmilchgewächse (Euphorbiaceae).

## Beschreibung

### Vegetative Merkmale
Die Vielfarbige Wolfsmilch ist eine ausdauernde Art mit dickem, kräftigem, mehrköpfigem Rhizom und aufrechten, am Grund ungeteilten und mit rötlichen Schuppenblättern besetzten, weichzottig behaarten, 30 bis 50 cm hohen Stängeln. Laubblätter verkehrt-eilänglich bis länglich, meist 3–5,5 cm lang, an der Spitze stumpf abgerundet, sitzend, ganzrandig, unterseits ziemlich dicht, oberseits zerstreut weichhaarig.

### Generative Merkmale
Die Blütezeit reicht von Mai bis Juni. Die Hüllblätter sind eiförmig bis eilänglich, stumpf, leuchtend hell gelb, zur Blütezeit orange, die Hüllchenblätter länglich-eiförmig, ausgerandet. Die Trugdolden sind endständig, meist 5-strahlig, die Strahlen 2-spaltig. Die Honigdrüsen sind quer-eiförmig, wachsgelb mit spitzen Zipfeln. Das Cyathium ist 3 bis 4 Millimeter lang. Die Kapselfrüchte sind ca. 4 mm lang, eiförmig-kugelig, mit fadenförmigen mehr als 3 mal so langen wie breiten, gekrümmten, an der Spitze orange- bis erdbeerroten Warzen dicht besetzt. Die Samen sind eiförmig-kugelig, glatt oder undeutlich runzelig, mit nierenförmiger Caruncula.
Die Art ist von ähnlichen ausdauernden Arten durch nicht gehörnten Honigdrüsen und Kapseln mit fadenförmigen Warzen unterschieden.
Die Chromosomenzahl beträgt 2n = 14 oder 16.

## Vorkommen
Das natürliche Verbreitungsgebiet von Euphorbia epithymoides erstreckt sich über Mittel- bis Südosteuropa sowie die Türkei und Libyen. In Europa kommt sie in den Ländern Italien, Belgien, Deutschland, Österreich, Ungarn, im früheren Jugoslawien, Albanien, Griechenland, Bulgarien, Rumänien und in der Ukraine vor. In Finnland und in der früheren Tschechoslowakei kommt sie eingeschleppt vor. Sie gedeiht als kalkholde Art in Trockengebüsch- und -waldsäumen. Sie ist wohl eine Charakterart des Verbands Geranion sanguinei, kommt aber auch in Gesellschaften der Ordnung Quercetalia pubescenti-petraeae vor.
In Österreich tritt die Vielfarbige Wolfsmilch besonders im pannonischen Gebiet zerstreut bis selten auf. Die Vorkommen erstrecken sich auf die Bundesländer Wien, Niederösterreich, das Burgenland, Kärnten und die Steiermark (dort nur unbeständig). In Oberösterreich ausgestorben, gilt die Vielfarbige Wolfsmilch österreichweit als gefährdet und im nördlichen Alpenvorland als stark gefährdet. In Deutschland gab es in der Nähe von Landshut Vorkommen der Pflanze, diese gelten allerdings seit ca. 1910 (und damit in ganz Deutschland) als ausgestorben.

## Taxonomie
Die Erstveröffentlichung von Euphorbia epithymoides erfolgte 1762 durch Carl von Linné in Species Plantarum ed. 2, S. 656. Die 1875 veröffentlichte Beschreibung durch Anton Kerner von Marilaun unter dem Taxon Euphorbia polychroma in Österreichs Botanische Zeitschrift Band 25, S. 395 ist ein Synonym.

## Nutzung
Die Vielfarbige Wolfsmilch wird gelegentlich als Zierpflanze in Staudenbeeten genutzt. Sie ist seit 1805 in Kultur, es existieren zahlreiche Sorten.

## Inhaltsstoffe und Giftigkeit
Die Vielfarbige Wolfsmilch enthält Carbonsäureester des Ingenols, beispielsweise Ingenol-3-angelat, etwa der Decadiensäure und der Decatriensäure. Sie gilt als giftig.